# تیم دوچرخه‌سواری لنیانو
تیم دوچرخه‌سواری لنیانو (ایتالیایی: Legnano) یک تیم دوچرخه‌سواری در کشور ایتالیا بوده.
این تیم در سال ۱۹۰۶ تأسیس و در سال ۱۹۶۶ منحل شده‌است. تیم لنیانو مابین سال‌های ۱۹۲۲ تا ۱۹۵۷ سیزده قهرمانی در بخش تیمی جیرو دیتالیا کسب کرده‌است.